# Specky Four-Eyes
Specky Four-Eyes ist ein französischer animierter Kurzfilm von Jean-Claude Rozec aus dem Jahr 2010. Erzähler des Films ist Dominique Pinon.

## Handlung
Eines Tages stellt der Augenarzt fest, dass der kleine Junge Arnaud stark kurzsichtig ist. Er erhält eine Brille mit flaschenbodendicken Gläsern, und das Aussehen des Jungen erschreckt selbst die Eltern. Für Arnaud hat die Brille weitreichende Folgen: Nicht nur wird er in der Schule als „Cul de bouteille“ („Flaschenboden“) gehänselt; auch seine verschwommene Welt, in der er in einfachen Gegenständen in seiner Fantasie Lebewesen, Monster und Aliens entstehen ließ, liegt nun real und unspektakulär vor ihm. Auch sein treuer Begleiter, ein kleines Männchen, entpuppt sich nun als einfache Muschel. Immer wieder setzt Arnaud daher seine Brille ab, um die ihm vertrauten Freunde wiederzusehen.
Eines Tages ist Arnaud vom Leben mit Brille so frustriert, dass er sie wegwirft. In einer Pfütze glaubt er ein Einhorn zu sehen, dem er folgt. Das Einhorn, das in Wirklichkeit nur der Schein der Laternen in den Pfützen ist, verschwindet jedoch in einer dunklen Seitenstraße. Arnaud wiederum weiß nicht, wo er ist, und die Gestalten in den Straßen – Kinderwagen schiebende Mütter werden zu Monstern – machen ihm Angst. Er verliert sein Muschelmännchen und will es in einem Hinterhof suchen. Hier glaubt er, auf einem Platz voller Schädel zu stehen, und sieht aus einer Höhle plötzlich einen Drachen hervorkommen. Mit einem Stück Holz, das sich für Arnaud zu einem Schwert wandelt, stellt er sich dem Drachen entgegen. Arnaud steht in Wirklichkeit auf Gleisen und wäre fast von einem Zug überrollt worden. Auf der Polizeiwache erhält er seine Brille zurück und die Eltern schimpfen mit ihm über seine überbordende Fantasie. Am Abend wird Arnaud ins Bett gebracht. Zwar versteht er seine Eltern, die ihn die Realität akzeptieren machen wollen, doch weiß er insgeheim, dass es hinter der vermeintlichen Realität eine andere gibt. Wenn er die liebgewonnenen Wesen nicht hätte, wäre die Welt für ihn kalt und trostlos. Im Einschlafen grübelt er darüber, was das Einhorn wohl gerade mache.

## Auszeichnungen
Specky Four-Eyes erhielt auf dem Ottawa International Animation Festival 2010 den Preis für den besten Animationsfilm für Kinder. Im Jahr 2012 wurde er als einer von zehn Kurzanimationsfilmen in die Shortlist für einen Oscar in der Kategorie „Bester animierter Kurzfilm“ aufgenommen.